# Aldous Harding
Hannah Sian Topp, född 1990, känd som Aldous Harding, är en artist från Nya Zeeland.

## Studioalbum
- Aldous Harding (2014)
- Party (2017)
- Designer (2019)